# Karl Rabeder
Karl Rabeder est un homme d'affaires autrichien qui a fondé en 2009 l'organisation à but non lucratif MyMicroCredit qui vise à réduire la pauvreté en Amérique centrale et en Amérique du Sud. En février 2010, il a annoncé qu'il ferait don de la totalité de sa fortune de plus de 4 millions de dollars (propriétés, voiture, sociétés etc.) à des œuvres de charité qu'il a créées en Amérique Latine.